# Audi F1
Audi F1 Team – zespół, konstruktor i dostawca silników Formuły 1, którego debiut planowany jest na 2026 rok.

## Historia
Audi ma bogatą historię jako uczestnik zawodów w sportach motorowych. W latach 1982–1984 Audi zdobyło po dwa tytuły w klasyfikacji kierowców i producentów w rajdowych mistrzostwach świata za sprawą modelu Quattro, w latach 1999–2016 trzynastokrotnie wygrywało 24h Le Mans, rywalizowało także w takich seriach jak DTM i Formuła E. W przedwojennych wyścigach Grand Prix Audi startowało jako część Auto Union, a jego kierowca – Bernd Rosemeyer – zdobył tytuł mistrza Europy w 1936 roku. Po utworzeniu Formuły 1 Audi nie było w żaden sposób zaangażowane w serię. W 1985 roku „Motoring News” poinformowało o rzekomej chęci startów Audi z własnym, pięciocylindrowym silnikiem turbo, natomiast przed 1994 rokiem producent miał rozwijać silnik V10 do Formuły 1, który ostatecznie porzucił.
W 2021 roku pojawiły się informacje o woli dostarczania przed Audi silników Red Bullowi od sezonu 2025. W roku 2022 niemiecki koncern bez powodzenia negocjował przejęcie McLarena i Astona Martina. W sierpniu potwierdzono wejście Audi do Formuły 1 z własnym zespołem fabrycznym i jednostką napędową. Zespół został utworzony na bazie Saubera, w którym Audi nabyło w późniejszym czasie 100% udziałów. Początkowo dyrektorem generalnym mianowany został Andreas Seidl, jednak w sierpniu 2024 zastąpił go Mattia Binotto. Szefem zespołu został z kolei Jonathan Wheatley. W kwietniu 2024 roku kontrakt z zespołem podpisał Nico Hülkenberg. Drugim kierowcą ma być brazylijczyk Gabriel Bortoleto.